# Himno Nacional de Guatemala
La letra del Himno Nacional de Guatemala es original del poeta cubano José Joaquín Palma, y la música fue compuesta por el maestro compositor Rafael Álvarez Ovalle en 1897, con motivo de la realización de la Exposición Centroamericana del gobierno del general José María Reina Barrios.  
La letra y la partitura fueron impresas por primera vez en la revista cultural La Ilustración Guatemalteca, en donde apareció el autor de la letra como Anónimo.  No fue sino hasta en 1910, cuando ya estaba en las postrimerías de su vida, que el poeta y diplomático cubano José Joaquín Palma confesó que era él el autor; el gobierno del licenciado Manuel Estrada Cabrera lo premió tanto a él como a Rafael Álvarez Ovalle con coronas de laurel de oro en las Fiestas Minervalias de ese año.
Por orden del presidente general Jorge Ubico, en 1934, algunos cambios fueron hechos por el pedagogo José María Bonilla Ruano a la letra del himno ya que la misma era muy guerrerista y reflejaba más a la guerra de independencia de Cuba -en la que Palma había participado activamente- que a la Independencia de Centroamérica.

## Historia y Orígenes

### Orígenes
En 1879, la Sociedad Literaria «El Porvenir», intentó infructuosamente crear un Himno Nacional para Guatemala.  Hasta en 1887, el presidente de Guatemala, general Manuel Lisandro Barillas Bercián, convocó a un concurso para elegir la  música que complementaría la letra del «Himno Nacional» escrita por el poeta Ramón P. Molina. En este certamen tomaron parte distinguidos compositores, y el triunfo fue adjudicado a la música presentada por Rafael Álvarez Ovalle.

### Concurso convocado por Reina Barrios

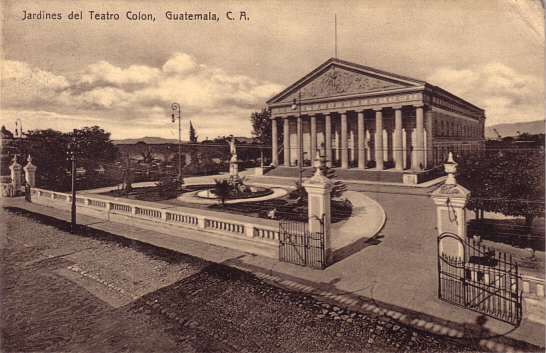
Teatro Colón tras su remodelación en 1892. Aquí fue estrenado el Himno Nacional de Guatemala.

En 1896, el gobierno del general José María Reina Barrios convocó a un nuevo concurso, «Considerando que se carece en Guatemala de un Himno Nacional, pues el que hasta hoy se conoce con ese nombre, no sólo adolece de notables defectos, sino que no ha sido declarado oficialmente como tal; y que es conveniente dotar al país de un himno que por su letra y música responda a los elevados fines en que todo pueblo culto presta esta clase de composiciones». De este nuevo concurso salió nuevamente premiada la obra de Rafael Álvarez Ovalle, esta vez musicalizando un poema amparado con el seudónimo de «Anónimo».
El triunfo concedido nuevamente al maestro Álvarez Ovalle le costó los momentos más amargos de su existencia, pues hubo descontento entre los que no ganaron, quienes incluso hicieron llegar su queja hasta el primer mandatario. Reina Barrios, en presencia de los miembros de su gabinete, otras personalidades y maestros de arte musical, volvieron a escuchar todas las composiciones que compitieron en el concurso, habiendo salido electa nuevamente por unanimidad, la del maestro Rafael Álvarez Ovalle.
Con respecto a la letra, el jurado calificador determinó lo siguiente:
| Texto del informe rendido por el jurado calificador del concurso literario, integrado por los señores F. Castañeda, J. Joaquín Palma y José Leonard. «Guatemala, 27 de octubre de 1896. Señor ministro de Instrucción Pública. Presente. En cumplimiento a la honrosa comisión con que usted se sirvió favorecernos, encargándonos de la calificación de los "himnos nacionales" presentados a esta secretaría, en virtud del concurso abierto por el acuerdo de 24 de julio último, hemos examinado las doce composiciones que con tal objeto tuvo usted a bien enviarnos con fecha 15 del actual. Animados de los mejores deseos, y con la mira de hacer la designación requerida por el mencionado acuerdo, nos hemos reunido varias veces, y después de largo y detenido examen, tenemos la honra de manifestar a usted que, a nuestro juicio, el himno que empieza con las palabrasGuatemala feliz y lleva al pie la de Anónimo entre paréntesis, es el que mejor responde a las condiciones de la convocatoria y merece, por lo tanto, el premio ofrecido. Así tenemos la honra de emitir el informe que la secretaría de su digno cargo nos pidió, escribiéndonos con toda consideración y aprecio, el señor ministro, muy atentos y seguros servidores. José Leonard, J. J. Palma, F. Castañeda». |

Como puede verse, el poeta cubano José Joaquín Palma era miembro del jurado calificador.
El estreno del Himno Nacional tuvo lugar en el acto lírico literario celebrado en el Teatro Colón (Guatemala) la noche del domingo 14 de marzo de 1897, como uno de los principales puntos del programa de festejos de la Exposición Centroamericana, habiendo sido condecorado con medalla de oro y diploma de honor el maestro Rafael Álvarez Ovalle.

### Palma confiesa ser el autor
El autor de la letra del Himno Nacional de Guatemala permaneció en el más profundo misterio hasta 1911, en que se descubrió que su autor era el poeta cubano José Joaquín Palma, pues este reveló en su lecho de muerte que él era el autor de la letra del himno.

## Letra

### Letra original del Himno (1897 - 1934)

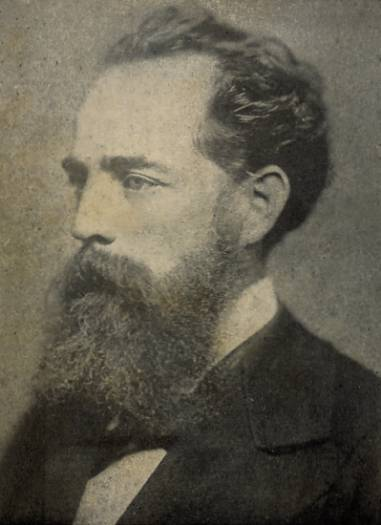
Poeta y prócer cubano José Joaquín Palma, autor de la letra original del Himno.

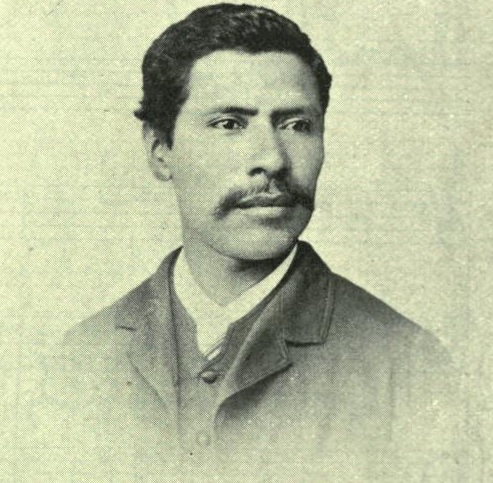
Compositor guatemalteco Rafael Álvarez Ovalle, autor de la música del Himno. Fotografía de La Ilustración Guatemalteca de 1897.

La letra original del Himno de Guatemala que escribió el poeta cubano José Joaquín Palma era guerrerista ya que Palma se inspiró más en la situación política que atravesaba su Cuba natal, que en la que vivió Guatemala durante su independencia: mientras que Centro América de separó del Imperio Español pacíficamente, Cuba libraba en la época en que Palma escribió el Himno una feroz guerra contra España.  Por no reflejar la realidad guatemalteca, la letra fue modificada en 1934, según Decreto Gubernativo del gobierno del general Jorge Ubico Castañeda del 26 de julio de 1934.
He aquí la letra, tal y como la escribió José Joaquín Palma:
| ¡Guatemala feliz...! ya tus aras No sangrienta feroz el verdugo, No hay cobardes que laman el yugo Ni tiranos que escupan tu faz. Si mañana tu suelo sagrado Lo profana invasión extranjera Tinta en sangre tu hermosa bandera De mortaja al audaz servirá. CORO Tinta en sangre tu hermosa bandera De mortaja al audaz servirá, Que tu pueblo con ánima fiera Antes muerto que esclavo será. II De tus viejas y duras cadenas Tu fundiste con mano iracunda El arado que el suelo fecunda, Y la espada que salva el honor. Nuestros padres lucharon un día Encendidos en patrio ardimiento, Te arrancaron del potro sangriento Y te alzaron un trono de amor. CORO Te arrancaron del potro sangriento Y te alzaron un trono de amor. Que de patria al enérgico acento Muere el crimen y se hunde el error. |

| Es tu enseña pedazo de cielo Entre nubes de nítida albura Y ¡ay de aquel que con mano perjura Sus colores se atreva a manchar! Que tus hijos valientes y altivos Ven con gozo en la ruda pelea El torrente de sangre que humea Del acero al vibrante chocar. CORO El torrente de sangre que humea De acero al vibrante chocar, Que es tan solo el honor su presea Y el altar de la patria, su altar. IV Recostada en el ande soberbio De dos mares al ruido sonoro Bajo el ala de grana y de oro Te adormeces del bello quetzal. Ave indiana que vive en tu escudo, Paladión que protege tu suelo ¡Ojalá que remonte su vuelo Más que el cóndor y el águila real! CORO ¡Ojalá que remonte su vuelo Más que el cóndor y el águila real, Y en sus alas levante hasta el cielo, Guatemala, tu nombre inmortal! |

### Letra actual del Himno (1934 hasta la actualidad )

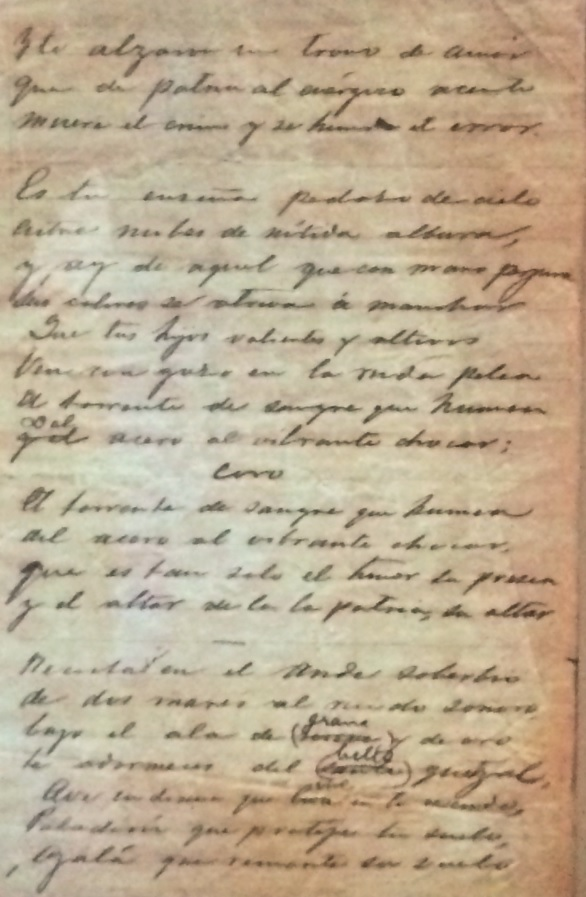
Facsímil con la letra original de J.J. Palma con estrofas del Himno Nacional, escrito en 1,897.
Museo de Historia Nacional de Guatemala.

La letra del Himno Nacional fue modificada por el poeta y pedagogo guatemalteco José María Bonilla Ruano, por instrucciones del gobierno del general Jorge Ubico.
Tras las modificaciones realizadas por Bonilla Ruano en 1934, el himno nacional se canta con esta letra:
| ¡Guatemala feliz...! que tus aras no profane jamás el verdugo; ni haya esclavos que laman el yugo ni tiranos que escupan tu faz. Si mañana tu suelo sagrado lo amenaza invasión extranjera, libre al viento tu hermosa bandera a vencer o a morir llamará. Coro Libre al viento tu hermosa bandera a vencer o a morir llamará; que tu pueblo con ánima fiera antes muerto que esclavo será. II De tus viejas y duras cadenas tú forjaste con mano iracunda, el arado que el suelo fecunda y la espada que salva el honor. Nuestros padres lucharon un día encendidos en patrio ardimiento, y lograron sin choque sangriento colocarte en un trono de amor. Coro Y lograron sin choque sangriento colocarte en un trono de amor, que de patria en enérgico acento dieron vida al ideal redentor. |

| III Es tu enseña pedazo de cielo en que prende una nube su albura, y ¡ay! de aquel que con ciega locura sus colores pretenda manchar. Pues tus hijos valientes y altivos, que veneran la paz cual presea, nunca esquivan la ruda pelea si defienden su tierra y su hogar. Coro Nunca esquivan la ruda pelea si defienden su tierra y su hogar, que es tan solo el honor su alma idea y el altar de la patria su altar. IV Recostada en el ande soberbio, de dos mares al ruido sonoro, bajo el ala de grana y de oro te adormeces del bello Quetzal. Ave indiana que vive en tu escudo, paladión que protege tu suelo; ¡ojalá que remonte su vuelo, más que el cóndor y el águila real! Coro ¡Ojalá que remonte su vuelo, más que el cóndor y el águila real! y en sus alas levante hasta el cielo, Guatemala, tu nombre inmortal. |

### Certificaciones
El Himno Nacional de Guatemala ha sido considerado por Carlos Labin, miembro de la Sociedad Americanista de París y de la Sociedad de Musicología de Francia como el «más original» de todos los himnos del continente americano.

### Multimedia
- Datos: Q266593
- Multimedia: National Anthem of Guatemala / Q266593
- Textos: Himno Nacional de Guatemala